# Banán

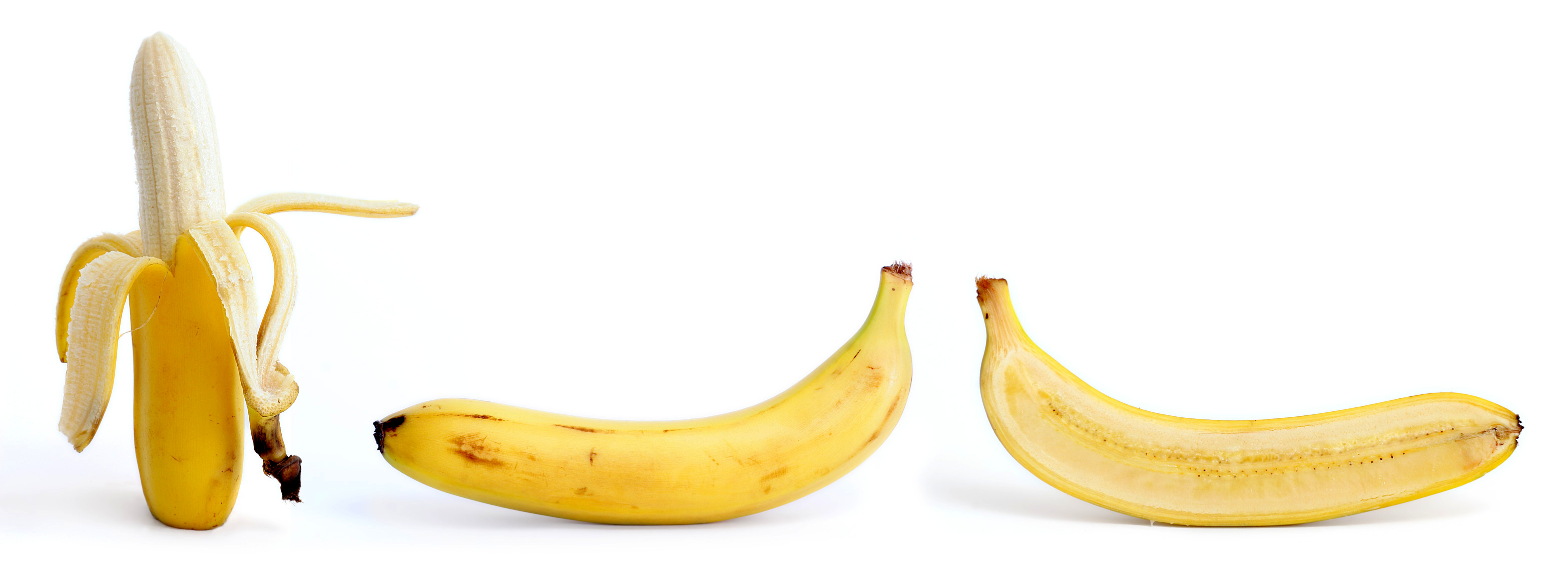
Banán a jeho řez

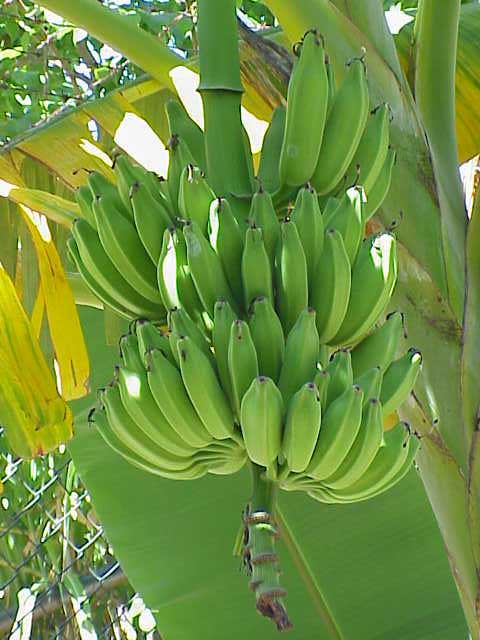
Nezralé banány na banánovníku

Banán je protáhlé žluté ovoce (nesladké druhy s vyšším obsahem škrobu (plantain) zelenina) a plod banánovníku (epigeická bobule). Jde o velice žádanou komoditu produkovanou zemědělci tropických zemí, kde tvoří významnou složku potravy. Banány mívají obvykle hmotnost mezi 115–200 g, ta je však významně závislá na konkrétním kultivaru. Z této váhy asi 80 % představuje jedlou část a zbývajících 20 % připadá na kožovitou slupku. Banán se (po kukuřici a rýži) stal třetí plodinou, u níž je znám celý její genom.
Vůně, chuť a konzistence plodů je významně ovlivněna teplotou, při které dozrávají. Při nízkých teplotách šednou a kazí se. Banány dodávané na trh mírného pásma (tedy i k nám) jsou sklízené tak, že dozrávají během dopravy. Snížení teploty během této doby zvyšuje životnost plodů a taky kvalitu konečného produktu, ale, jak již bylo zmíněno výše, negativně ovlivňuje jejich kvalitu, proto při dopravě nikdy nebývají chlazeny pod 13,5 °C. Proto se také nedoporučuje ukládat nakoupené banány do lednice, protože jejich kvalita tím značně utrpí. Zajímavostí je, jak se nechávají banány dozrávat. Tento proces probíhá v tzv. tlakových komorách, do kterých se celé nerozbalené kartony s banánovými plody umístí. V tlakové komoře dojde „k omačkání plodů“ plynem (etylen), čímž se nastartuje zrychlený proces zrání. Zralost banánů (v obchodech, popř. skladech) se určuje speciální stupnicí dle podílu zahnědlých skvrn a ploch na slupce. S postupujícím zráním se banán také zakulacuje.
Banány rostou ve visících trsech, od několika po mnoho kusů ve vrstvě (zvané též ruka) v mnohovrstevném svazku. Celek visících trsů se nazývá kmen.
V roce 2002 se celosvětově prodalo přes 12 miliónů tun banánů. Státy Ekvádor, Kostarika, Kolumbie a Filipíny exportovaly každý přes 1 milión tun banánů. Mezi nejhojněji pěstovaný kultivar banánu patří triploidní odrůda vzniklá zkřížením druhů Musa acuminata a Musa balbisiana. Tento druh je bez semen (kvůli konzumaci), takže se musí rozmnožovat pouze vegetativně, v důsledku čehož je velice náchylný k nemocem a různým plísním.

## Historie

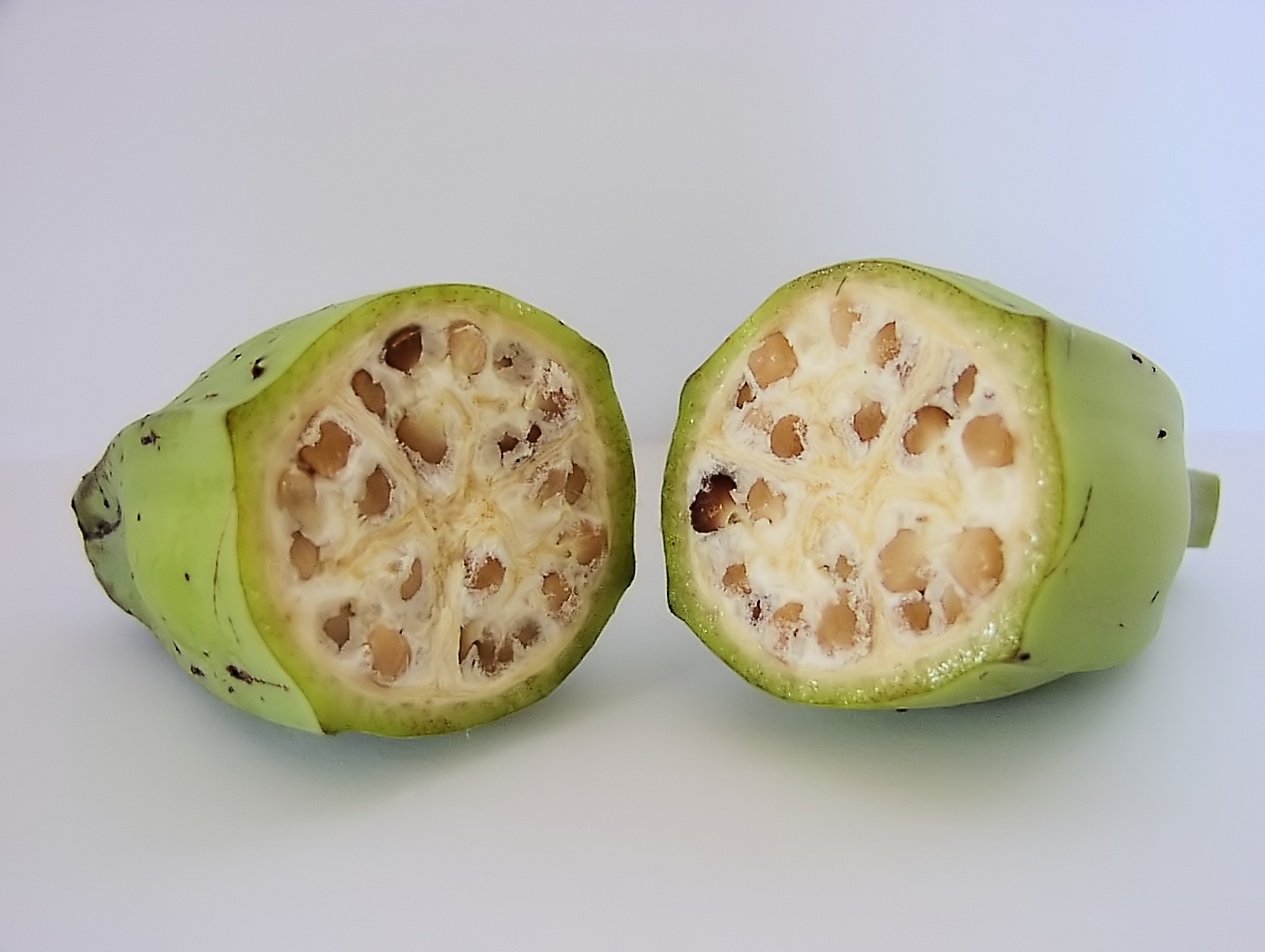
Řez původním divokým banánem se semeny, díky nimž nebyl odkázán na vegetativní rozmnožování jako pěstovaný banán.

Banán, resp. rostlina banánovník, byl domestikován v jihovýchodní Asii (kde rostou botanické druhy banánovníku) a podle archeologických nálezů to mohlo nejspíše být na území dnešní Papuy Nové Guineje a to možná již 8000 př. n. l. První písemná zmínka o banánech je v buddhistických textech z let okolo 600 př. n. l. Alexandr Veliký objevil chuť banánu v údolích Indie v roce 327 př. n. l. První známý organizovaný banánový sad se objevil v Číně v roce 200 n. l. V roce 650 islámští dobyvatelé přinesli banán do Palestiny. Arabští kupci rozšířili banány po většině území Afriky.
V roce 1502 portugalští kolonisté vybudovali první banánové sady v Karibiku a ve Střední Americe.

## Průměrný obsah látek a minerálů
Tabulka udává dlouhodobě průměrný obsah živin, prvků, vitamínů a dalších nutričních parametrů zjištěných v syrových banánech.
| Složka          | Jednotka | Průměrný obsah | Prvek | Průměrný obsah (mg/100 g) | Složka      | Průměrný obsah (mg/100g) |
| --------------- | -------- | -------------- | ----- | ------------------------- | ----------- | ------------------------ |
| voda            | g/100 g  | 75,1           | Na    | 1                         | vitamín C   | 11                       |
| bílkoviny       | g/100 g  | 1,2            | K     | 400                       | vitamín D   | 0                        |
| tuky            | g/100 g  | 0,1            | Ca    | 6                         | vitamín E   | 0,27                     |
| cukry           | g/100 g  | 20,9           | Mg    | 34                        | vitamín B6  | 0,29                     |
| celkový dusík   | g/100 g  | 0,19           | P     | 28                        | vitamín B12 | 0                        |
| vláknina        | g/100 g  | 1,1            | Fe    | 0,3                       | karoten     | 0,021                    |
| mastné kyseliny | g/100 g  | stopy          | Cu    | 0,10                      | thiamin     | 0,04                     |
| cholesterol     | g/100 g  | 0              | Zn    | 0,2                       | riboflavin  | 0,06                     |
| energie         | kJ/100 g | 403            | Mn    | 0,4                       | niacin      | 0,7                      |

## Nemoci
Banánovník je zpravidla napaden bakterií hnědé hniloby brambor – Ralstonia solanacearum, se kterou snad žije dokonce v určité symbióze a kterou známe v podobě hnědých flíčků a ploch na banánové slupce.